# سوق السكاجين
سوق السّكاجين هو أحد الأسواق العتيقة بمدينة تونس . يمكن الوصول إلى هذه السوق مرورا بنهج السراجين ، و كلمة السكاجين هي في الأصل تحريف لعبارة الشكازين جمع شكّاز وهو الحرفي المختص في صنع الأشكز، وهي صناعة تجميل جلد السروج و هي شائعة منذ القرن التاسع هجري الموافق للقرن الخامس عشر ميلادي، وقد تم تجديد هذه السوق في عهد العاهل الحسيني حسين بن علي (1117هـ/ 1705م إلى 1153هـ/ 1740 م) ، وقد عرفت بصنع السروج ولوازم الفروسية. أما اليوم فلم يبق من هؤلاء الحرفيين إلاّ اثنان فقط وقد تحولت دكاكين السوق إلى مغازات لمهن وأنشطة تجارية أخرى.

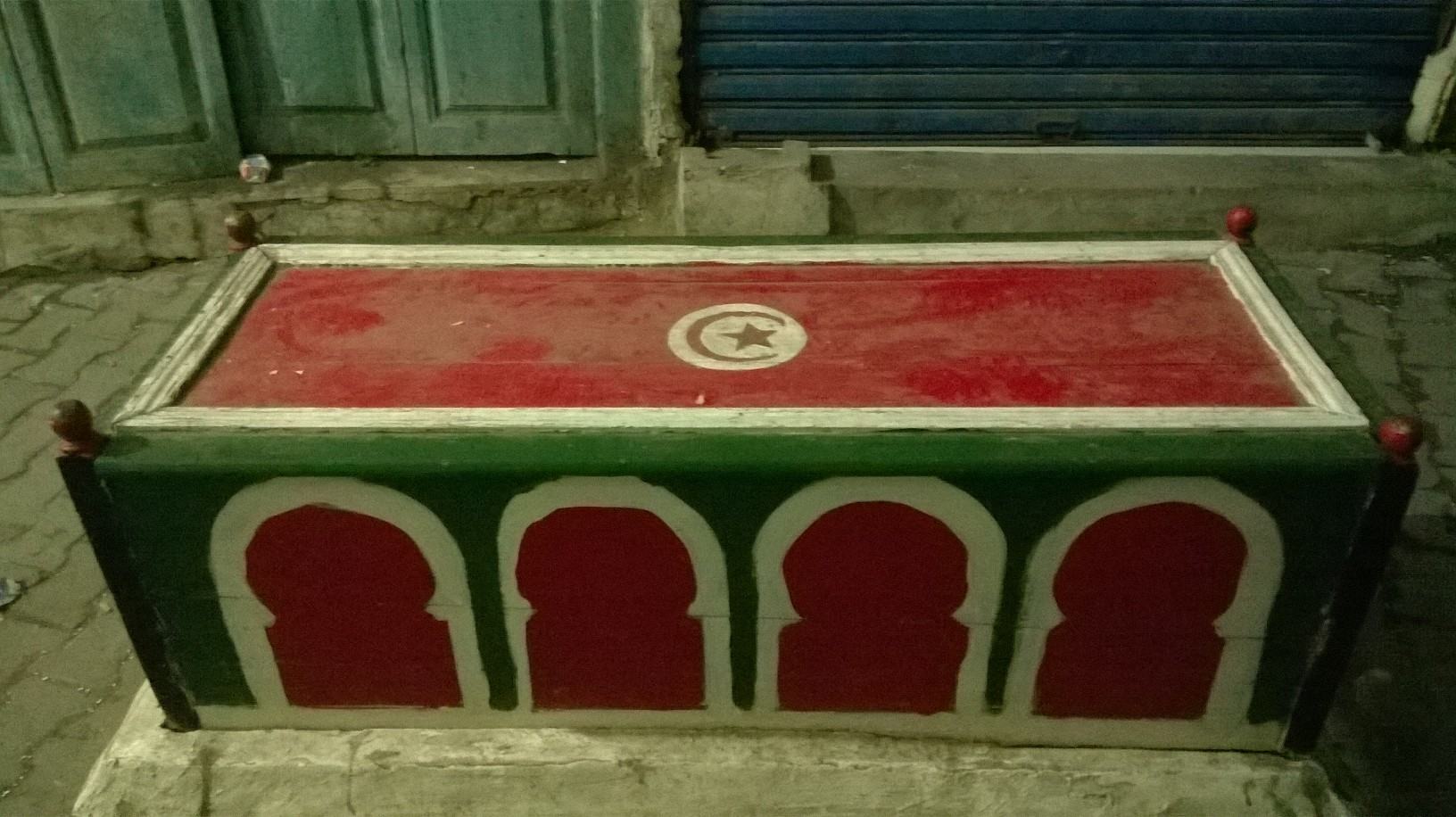
قبر الجندي المجهول بالسكاجين
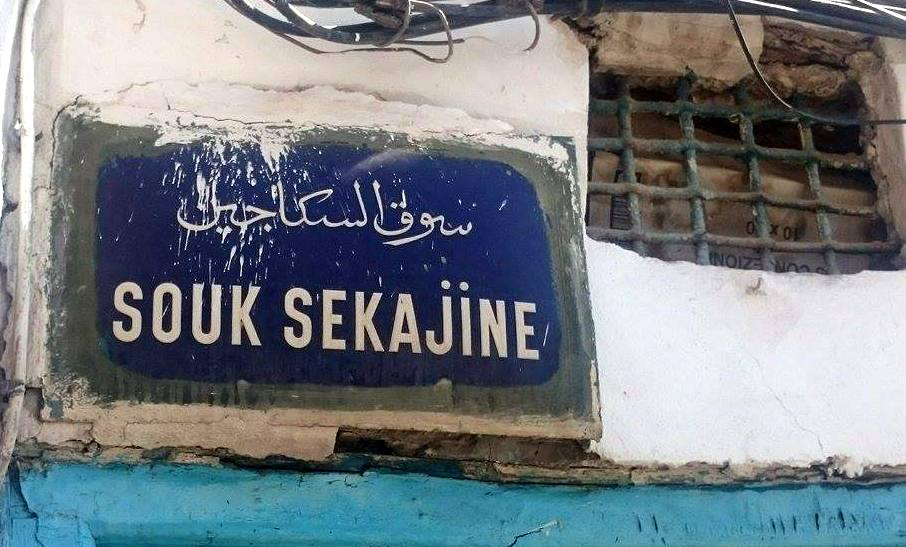
سوق السّكاجين